# Szaturnusz-díj a legjobb női mellékszereplőnek
A legjobb női mellékszereplőnek járó Szaturnusz-díjat évente adja át az Academy of Science Fiction, Fantasy & Horror Films szervezet. A díjjal a mozifilmes sci-fi, fantasy és horror-szerepléseket jutalmazzák, az 1976-os, 3. díjátadó óta.
Két alkalommal csupán Anne Ramseynek,Tilda Swintonnak és Emily Bluntnak ítélték oda a díjat. Egyazon alakításáért kizárólag Whoopi Goldberg és Mercedes Ruehl vihette el a legjobb női mellékszereplőnek járó Szaturnusz-díjat és a legjobb női mellékszereplőnek járó Oscar-díjat is.

## Győztesek és jelöltek
Győztes színésznő
- – Oscar-nyertes színésznő ugyanebben a kategóriában.
- – Oscarra jelölt színésznő ugyanebben a kategóriában.
- † – posztumusz jelölés

(MEGJEGYZÉS: Az Év oszlop az adott művek megjelenési évére utal, a tényleges díjátadó ceremóniát a következő évben rendezték meg.)

### 1970-es évek
| Év                      | Színésznő        | Színésznő                         | Magyar cím                              | Eredeti cím                   | Szerep             |
| ----------------------- | ---------------- | --------------------------------- | --------------------------------------- | ----------------------------- | ------------------ |
| 1974/1975 (3. díjátadó) |                  | Ida Lupino                        | –                                       | The Devil's Rain              | Mrs. Preston       |
| 1976 (4. díjátadó)      |                  | Bette Davis                       | Rémálmok háza                           | Burnt Offerings               | Elizabeth nagynéni |
| 1977 (5. díjátadó)      |                  | Susan Tyrrell                     | Rossz                                   | Andy Warhol's Bad             | Mary Aiken         |
| 1977 (5. díjátadó)      | Teri Garr        | Harmadik típusú találkozások      | Close Encounters of the Third Kind      | Ronnie Neary                  |                    |
| 1977 (5. díjátadó)      | Alexis Smith     | A kislány, aki az utcánkban lakik | The Little Girl Who Lives Down the Lane | Mrs. Hallet                   |                    |
| 1977 (5. díjátadó)      | Margaret Whiting | Szindbád és a tigris szeme        | Sinbad and the Eye of the Tiger         | Zenobia                       |                    |
| 1977 (5. díjátadó)      | Joan Bennett     | Sóhajok                           | Suspiria                                | Madame Blanc                  |                    |
| 1978 (6. díjátadó)      |                  | Dyan Cannon                       | Ép testben épp, hogy élek               | Heaven Can Wait               | Julia Farnsworth   |
| 1978 (6. díjátadó)      | Uta Hagen        | Brazíliai fiúk                    | The Boys from Brazil                    | Frieda Maloney                |                    |
| 1978 (6. díjátadó)      | Mabel King       | A Wiz                             | The Wiz                                 | Nyugati Boszorkány / Evillene |                    |
| 1978 (6. díjátadó)      | Valerie Perrine  | Superman                          | Superman                                | Eve Teschmacher               |                    |
| 1978 (6. díjátadó)      | Brenda Vaccaro   | Földi űrutazás                    | Capricorn One                           | Kay Brubaker                  |                    |
| 1979 (7. díjátadó)      |                  | Veronica Cartwright               | A nyolcadik utas: a Halál               | Alien                         | Lambert            |
| 1979 (7. díjátadó)      | Pamela Hensley   | Buck Rogers és a 25. század       | Buck Rogers in the 25th Century         | Ardala hercegnő               |                    |
| 1979 (7. díjátadó)      | Jacquelyn Hyde   | –                                 | The Dark                                | De Renzy                      |                    |
| 1979 (7. díjátadó)      | Nichelle Nichols | Star Trek: Csillagösvény          | Star Trek: The Motion Picture           | Uhura                         |                    |
| 1979 (7. díjátadó)      | Marcy Lafferty   | A világvége napja                 | The Day Time Ended                      | Beth                          |                    |

### 1980-as évek
| Év                       | Színésznő           | Színésznő                         | Magyar cím                                    | Eredeti cím                | Szerep                  |
| ------------------------ | ------------------- | --------------------------------- | --------------------------------------------- | -------------------------- | ----------------------- |
| 1980 (8. díjátadó)       |                     | Eve Brent                         | –                                             | Fade to Black              | Stella Binford nagynéni |
| 1980 (8. díjátadó)       | Nancy Parsons       | –                                 | Motel Hell                                    | Ida Smith                  |                         |
| 1980 (8. díjátadó)       | Eva Le Gallienne    | Feltámadás                        | Resurrection                                  | Pearl nagymama             |                         |
| 1980 (8. díjátadó)       | Stephanie Zimbalist | –                                 | The Awakening                                 | Margaret Corbeck           |                         |
| 1980 (8. díjátadó)       | Linda Kerridge      | –                                 | Fade to Black                                 | Marilyn O'Connor           |                         |
| 1981 (9. díjátadó)       |                     | Frances Sternhagen                | Gyilkos bolygó                                | Outland                    | Dr. Lazarus             |
| 1981 (9. díjátadó)       | Maggie Smith        | Titánok harca                     | Clash of the Titans                           | Thetisz                    |                         |
| 1981 (9. díjátadó)       | Helen Mirren        | Excalibur                         | Excalibur                                     | Morgana                    |                         |
| 1981 (9. díjátadó)       | Viveca Lindfors     | A kéz                             | The Hand                                      | Doktornő                   |                         |
| 1981 (9. díjátadó)       | Kyle Richards       | Az erdei kápolna titka            | The Watcher in the Woods                      | Ellie Curtis               |                         |
| 1982 (10. díjátadó)      |                     | Zelda Rubinstein                  | Poltergeist – Kopogó szellem                  | Poltergeist                | Tangina Barrons         |
| 1982 (10. díjátadó)      | Kirstie Alley       | Űrszekerek II: A Khan bosszúja    | Star Trek II: The Wrath of Khan               | Saavik hadnagy             |                         |
| 1982 (10. díjátadó)      | Filomena Spagnuolo  | –                                 | The Last Horror Film                          | Vinny anyja                |                         |
| 1982 (10. díjátadó)      | Dee Wallace         | E. T., a földönkívüli             | E.T. the Extra-Terrestrial                    | Mary                       |                         |
| 1982 (10. díjátadó)      | Irene Worth         | Halálcsapda                       | Deathtrap                                     | Helga ten Dorp             |                         |
| 1983 (11. díjátadó)      |                     | Candy Clark                       | Kék villám                                    | Blue Thunder               | Kate                    |
| 1983 (11. díjátadó)      | Maud Adams          | Polipka                           | Octopussy                                     | Polipka                    |                         |
| 1983 (11. díjátadó)      | Annette O’Toole     | Superman III.                     | Superman III                                  | Lana Lang                  |                         |
| 1983 (11. díjátadó)      | Meg Tilly           | Psycho 2.                         | Psycho II                                     | Mary Loomis                |                         |
| 1983 (11. díjátadó)      | Natalie Wood †      | Agyhalál                          | Brainstorm                                    | Karen Brace                |                         |
| 1984 (12. díjátadó)      |                     | Polly Holliday                    | Szörnyecskék                                  | Gremlins                   | Ruby Deagle             |
| 1984 (12. díjátadó)      | Kirstie Alley       | Gyilkos robotok                   | Runaway                                       | Jackie Rogers              |                         |
| 1984 (12. díjátadó)      | Judith Anderson     | Star Trek III: Spock nyomában     | Star Trek III: The Search for Spock           | T'Lar papnője              |                         |
| 1984 (12. díjátadó)      | Grace Jones         | Conan, a pusztító                 | Conan the Destroyer                           | Zula                       |                         |
| 1984 (12. díjátadó)      | Mary Woronov        | Az üstökös éjszakája              | Night of the Comet                            | Audrey                     |                         |
| 1985 (13. díjátadó)      |                     | Anne Ramsey                       | Kincsvadászok                                 | The Goonies                | Mama Fratelli           |
| 1985 (13. díjátadó)      | Ruth Gordon †       | –                                 | Maxie                                         | Mrs. Lavin                 |                         |
| 1985 (13. díjátadó)      | Grace Jones         | Halálvágta                        | A View to a Kill                              | May Day                    |                         |
| 1985 (13. díjátadó)      | Lea Thompson        | Vissza a jövőbe                   | Back to the Future                            | Lorraine Baines            |                         |
| 1985 (13. díjátadó)      | Gwen Verdon         | Selyemgubó                        | Cocoon                                        | Bess McCarthy              |                         |
| 1986 (14. díjátadó)      |                     | Jenette Goldstein                 | A bolygó neve: Halál                          | Aliens                     | Vasquez közlegény       |
| 1986 (14. díjátadó)      | Catherine Hicks     | Star Trek IV: A hazatérés         | Star Trek IV: The Voyage Home                 | Dr. Gillian Taylor         |                         |
| 1986 (14. díjátadó)      | Grace Jones         | Vámpír sztripperek                | Vamp                                          | Katrina                    |                         |
| 1986 (14. díjátadó)      | Kay Lenz            | A ház                             | House                                         | Sandy Sinclair             |                         |
| 1986 (14. díjátadó)      | Vanity              | 10 másodperc az élet              | 52 Pick-Up                                    | Doreen                     |                         |
| 1987 (15. díjátadó)      |                     | Anne Ramsey †                     | Dobjuk ki anyut a vonatból!                   | Throw Momma from the Train | Momma Lift              |
| 1987 (15. díjátadó)      | Lisa Bonet          | Angyalszív                        | Angel Heart                                   | Epiphany Proudfoot         |                         |
| 1987 (15. díjátadó)      | Veronica Cartwright | Az eastwicki boszorkányok         | The Witches of Eastwick                       | Felicia Alden              |                         |
| 1987 (15. díjátadó)      | Louise Fletcher     | Virágok a padláson                | Flowers in the Attic                          | Olivia Foxworth            |                         |
| 1987 (15. díjátadó)      | Jenette Goldstein   | Alkonytájt                        | Near Dark                                     | Diamondback                |                         |
| 1987 (15. díjátadó)      | Dorothy Lamour      | –                                 | Creepshow 2 ("Old Chief Wood'nhead" szegmens) | Martha Spruce              |                         |
| 1988 (16. díjátadó)      |                     | Sylvia Sidney                     | Beetlejuice – Kísértethistória                | Beetlejuice                | Juno                    |
| 1988 (16. díjátadó)      | Joanna Cassidy      | Roger nyúl a pácban               | Who Framed Roger Rabbit                       | Dolores                    |                         |
| 1988 (16. díjátadó)      | Katherine Helmond   | A fehérruhás hölgy                | Lady in White                                 | Amanda Harper              |                         |
| 1988 (16. díjátadó)      | Clare Higgins       | Hellraiser 2. – A pokol mezsgyéje | Hellbound: Hellraiser II                      | Julia Cotton               |                         |
| 1988 (16. díjátadó)      | Jean Marsh          | Willow                            | Willow                                        | Bavmorda királynő          |                         |
| 1988 (16. díjátadó)      | Zelda Rubinstein    | Kopogó szellem 3.                 | Poltergeist III                               | Tangina Barrons            |                         |
| 1988 (16. díjátadó)      | Meredith Salenger   | –                                 | The Kiss                                      | Amy                        |                         |
| 1989/1990 (17. díjátadó) |                     | Whoopi Goldberg                   | Ghost                                         | Ghost                      | Oda Mae Brown           |
| 1989/1990 (17. díjátadó) | Kim Basinger        | Batman                            | Batman                                        | Vicki Vale                 |                         |
| 1989/1990 (17. díjátadó) | Finn Carter         | Ahová lépek, szörny terem         | Tremors                                       | Rhonda LeBeck              |                         |
| 1989/1990 (17. díjátadó) | Reba McEntire       | Ahová lépek, szörny terem         | Tremors                                       | Heather Gummer             |                         |
| 1989/1990 (17. díjátadó) | Julia Roberts       | Egyenesen át                      | Flatliners                                    | Rachel Mannus              |                         |
| 1989/1990 (17. díjátadó) | Jenny Seagrove      | A vérszomjas dada                 | The Guardian                                  | Camilla                    |                         |
| 1989/1990 (17. díjátadó) | Mary Steenburgen    | Vissza a jövőbe III.              | Back to the Future Part III                   | Clara Clayton              |                         |
| 1989/1990 (17. díjátadó) | Rachel Ticotin      | Total Recall – Az emlékmás        | Total Recall                                  | Melina                     |                         |
| 1989/1990 (17. díjátadó) | Mai Zetterling      | Boszorkányok                      | The Witches                                   | Helga Eveshim              |                         |

### 1990-es évek
| Év                  | Színésznő                   | Színésznő                                         | Magyar cím                                | Eredeti cím                | Szerep           |
| ------------------- | --------------------------- | ------------------------------------------------- | ----------------------------------------- | -------------------------- | ---------------- |
| 1991 (18. díjátadó) |                             | Mercedes Ruehl                                    | A halászkirály legendája                  | The Fisher King            | Anne Napolitano  |
| 1991 (18. díjátadó) | Robin Bartlett              | Spionfióka                                        | If Looks Could Kill                       | Patricia Grober            |                  |
| 1991 (18. díjátadó) | Jennifer Connelly           | Rocketeer                                         | The Rocketeer                             | Jenny Blake                |                  |
| 1991 (18. díjátadó) | Mary Elizabeth Mastrantonio | Robin Hood, a tolvajok fejedelme                  | Robin Hood: Prince of Thieves             | Marian Dubois              |                  |
| 1991 (18. díjátadó) | Frances Sternhagen          | Tortúra                                           | Misery                                    | Virginia                   |                  |
| 1991 (18. díjátadó) | Dianne Wiest                | Ollókezű Edward                                   | Edward Scissorhands                       | Peg Boggs                  |                  |
| 1992 (19. díjátadó) |                             | Isabella Rossellini                               | Jól áll neki a halál                      | Death Becomes Her          | Lisle Von Rhuman |
| 1992 (19. díjátadó) | Kim Cattrall                | Star Trek VI: A nem ismert tartomány              | Star Trek VI: The Undiscovered Country    | Valeris hadnagy            |                  |
| 1992 (19. díjátadó) | Julianne Moore              | A kéz, amely a bölcsőt ringatja                   | The Hand That Rocks the Cradle            | Marlene Craven             |                  |
| 1992 (19. díjátadó) | Rene Russo                  | Szabad préda                                      | Freejack                                  | Julie Redlund              |                  |
| 1992 (19. díjátadó) | Frances Sternhagen          | Káin ébredése                                     | Raising Cain                              | Dr Lynn Waldheim           |                  |
| 1992 (19. díjátadó) | Marcia Strassman            | Drágám, a kölyök marha nagy lett!                 | Honey, I Blew Up the Kid                  | Diane Szalinski            |                  |
| 1992 (19. díjátadó) | Robin Wright                | Játékszerek                                       | Toys                                      | Gwen Tyler                 |                  |
| 1993 (20. díjátadó) |                             | Amanda Plummer                                    | Hasznos holmik                            | Needful Things             | Nettie Cobb      |
| 1993 (20. díjátadó) | Sarah Jessica Parker        | Hókusz pókusz                                     | Hocus Pocus                               | Sarah Sanderson            |                  |
| 1993 (20. díjátadó) | Nancy Allen                 | Robotzsaru 3.                                     | RoboCop 3                                 | Anne Lewis rendőr          |                  |
| 1993 (20. díjátadó) | Joan Cusack                 | Addams Family 2. – Egy kicsivel galádabb a család | Addams Family Values                      | Debbie Jellinsky           |                  |
| 1993 (20. díjátadó) | Julie Harris                | Halálos árnyék                                    | The Dark Half                             | Reggie Delesseps           |                  |
| 1993 (20. díjátadó) | Kathy Najimy                | Hókusz pókusz                                     | Hocus Pocus                               | Mary Sanderson             |                  |
| 1993 (20. díjátadó) | Kyra Sedgwick               | Lelkük rajta                                      | Heart and Souls                           | Julia                      |                  |
| 1993 (20. díjátadó) | Alfre Woodard               | Lelkük rajta                                      | Heart and Souls                           | Penny Washington           |                  |
| 1994 (21. díjátadó) |                             | Mia Sara                                          | Időzsaru                                  | Timecop                    | Melissa Walker   |
| 1994 (21. díjátadó) | Halle Berry                 | A Flintstone család                               | The Flintstones                           | Kénkövi Sharon Stone       |                  |
| 1994 (21. díjátadó) | Tia Carrere                 | True Lies – Két tűz között                        | True Lies                                 | Juno Skinner               |                  |
| 1994 (21. díjátadó) | Whoopi Goldberg             | Star Trek: Nemzedékek                             | Star Trek Generations                     | Guinan                     |                  |
| 1994 (21. díjátadó) | Rosie O’Donnell             | A Flintstone család                               | The Flintstones                           | Dorongi Irma               |                  |
| 1994 (21. díjátadó) | Robin Wright                | Forrest Gump                                      | Forrest Gump                              | Jenny Curran               |                  |
| 1995 (22. díjátadó) |                             | Bonnie Hunt                                       | Jumanji                                   | Jumanji                    | Sarah Whittle    |
| 1995 (22. díjátadó) | Illeana Douglas             | Majd' megdöglik érte                              | To Die For                                | Janice Maretto             |                  |
| 1995 (22. díjátadó) | Salma Hayek                 | Desperado                                         | Desperado                                 | Carolina                   |                  |
| 1995 (22. díjátadó) | Jennifer Jason Leigh        | Stephen King: Dolores Clairborne                  | Dolores Claiborne                         | Selena St. George          |                  |
| 1995 (22. díjátadó) | Juliette Lewis              | Alkonyattól pirkadatig                            | From Dusk till Dawn                       | Kate Fuller                |                  |
| 1995 (22. díjátadó) | Gwyneth Paltrow             | Hetedik                                           | Seven                                     | Tracy Mills                |                  |
| 1996 (23. díjátadó) |                             | Alice Krige                                       | Star Trek: Kapcsolatfelvétel              | Star Trek: First Contact   | Borg királynő    |
| 1996 (23. díjátadó) | Pam Ferris                  | Matilda, a kiskorú boszorkány                     | Matilda                                   | Agatha Trunchbull          |                  |
| 1996 (23. díjátadó) | Fairuza Balk                | Bűvölet                                           | The Craft                                 | Nancy Downs                |                  |
| 1996 (23. díjátadó) | Drew Barrymore              | Sikoly                                            | Scream                                    | Casey Becker               |                  |
| 1996 (23. díjátadó) | Glenn Close                 | 101 kiskutya                                      | 101 Dalmatians                            | Szörnyella De Frász        |                  |
| 1996 (23. díjátadó) | Vivica A. Fox               | A függetlenség napja                              | Independence Day                          | Jasmine Dubrow             |                  |
| 1996 (23. díjátadó) | Jennifer Tilly              | Fülledtség                                        | Bound                                     | Violet                     |                  |
| 1997 (24. díjátadó) |                             | Gloria Stuart                                     | Titanic                                   | Titanic                    | Idős Rose        |
| 1997 (24. díjátadó) | Joan Allen                  | Ál/Arc                                            | Face/Off                                  | Dr. Eve Archer             |                  |
| 1997 (24. díjátadó) | Courteney Cox               | Sikoly 2.                                         | Scream 2                                  | Gale Weathers              |                  |
| 1997 (24. díjátadó) | Teri Hatcher                | A holnap markában                                 | Tomorrow Never Dies                       | Paris Carver               |                  |
| 1997 (24. díjátadó) | Milla Jovovich              | Az ötödik elem                                    | The Fifth Element                         | Leeloo                     |                  |
| 1997 (24. díjátadó) | Winona Ryder                | Alien 4. – Feltámad a Halál                       | Alien: Resurrection                       | Annalee Call               |                  |
| 1998 (25. díjátadó) |                             | Joan Allen                                        | Pleasantville                             | Pleasantville              | Betty Parker     |
| 1998 (25. díjátadó) | Claire Forlani              | Ha eljön Joe Black                                | Meet Joe Black                            | Susan Parrish              |                  |
| 1998 (25. díjátadó) | Anne Heche                  | Psycho                                            | Psycho                                    | Marion Crane               |                  |
| 1998 (25. díjátadó) | Anjelica Huston             | Örökkön-örökké                                    | Ever After                                | Baroness Rodmilla de Ghent |                  |
| 1998 (25. díjátadó) | Charlize Theron             | Joe, az óriásgorilla                              | Mighty Joe Young                          | Jill Young                 |                  |
| 1998 (25. díjátadó) | Sheryl Lee                  | John Carpenter: Vámpírok                          | Vampires                                  | Katrina                    |                  |
| 1999 (26. díjátadó) |                             | Patricia Clarkson                                 | Halálsoron                                | The Green Mile             | Melinda Moores   |
| 1999 (26. díjátadó) | Pernilla August             | Star Wars I. rész – Baljós árnyak                 | Star Wars: Episode I – The Phantom Menace | Shmi Skywalker             |                  |
| 1999 (26. díjátadó) | Joan Cusack                 | A szomszéd                                        | Arlington Road                            | Cheryl Lang                |                  |
| 1999 (26. díjátadó) | Geena Davis                 | Stuart Little, kisegér                            | Stuart Little                             | Eleanor Little             |                  |
| 1999 (26. díjátadó) | Miranda Richardson          | Az Álmosvölgy legendája                           | Sleepy Hollow                             | Lady Van Tassel            |                  |
| 1999 (26. díjátadó) | Sissy Spacek                | Csapás a múltból                                  | Blast from the Past                       | Helen Webber               |                  |

### 2000-es évek
| Év                  | Színésznő            | Színésznő                                    | Magyar cím                                             | Eredeti cím                         | Szerep                    |
| ------------------- | -------------------- | -------------------------------------------- | ------------------------------------------------------ | ----------------------------------- | ------------------------- |
| 2000 (27. díjátadó) |                      | Rebecca Romijn-Stamos                        | X-Men – A kívülállók                                   | X-Men                               | Raven Darkholme / Rejtély |
| 2000 (27. díjátadó) | Rene Russo           | Rocky és Bakacsin kalandjai                  | The Adventures of Rocky and Bullwinkle                 | Natasha Fatale                      |                           |
| 2000 (27. díjátadó) | Cameron Diaz         | Charlie angyalai                             | Charlie's Angels                                       | Natalie Cook                        |                           |
| 2000 (27. díjátadó) | Lucy Liu             | Charlie angyalai                             | Charlie's Angels                                       | Alex Munday                         |                           |
| 2000 (27. díjátadó) | Hilary Swank         | Az ajándék                                   | The Gift                                               | Valerie Barksdale                   |                           |
| 2000 (27. díjátadó) | Csang Ce-ji          | Tigris és sárkány                            | Crouching Tiger, Hidden Dragon                         | Jen                                 |                           |
| 2001 (28. díjátadó) |                      | Fionnula Flanagan                            | Más világ                                              | The Others                          | Mrs. Bertha Mills         |
| 2001 (28. díjátadó) | Maggie Smith         | Harry Potter és a bölcsek köve               | Harry Potter and the Philosopher's Stone               | Minerva McGonagall                  |                           |
| 2001 (28. díjátadó) | Frances McDormand    | Az ember, aki ott se volt                    | The Man Who Wasn't There                               | Doris Crane                         |                           |
| 2001 (28. díjátadó) | Monica Bellucci      | Farkasok szövetsége                          | Brotherhood of the Wolf                                | Sylvia                              |                           |
| 2001 (28. díjátadó) | Helena Bonham Carter | A majmok bolygója                            | Planet of the Apes                                     | Ari                                 |                           |
| 2001 (28. díjátadó) | Cameron Diaz         | Vanília égbolt                               | Vanilla Sky                                            | Julie Gianni                        |                           |
| 2002 (29. díjátadó) |                      | Samantha Morton                              | Különvélemény                                          | Minority Report                     | Agatha                    |
| 2002 (29. díjátadó) | Halle Berry          | Halj meg máskor                              | Die Another Day                                        | Jinx Johnson                        |                           |
| 2002 (29. díjátadó) | Connie Nielsen       | Sötétkamra                                   | One Hour Photo                                         | Nina Yorkin                         |                           |
| 2002 (29. díjátadó) | Emily Watson         | A vörös sárkány                              | Red Dragon                                             | Reba McClane                        |                           |
| 2002 (29. díjátadó) | Rachel Roberts       | Simone                                       | Simone                                                 | Simone                              |                           |
| 2002 (29. díjátadó) | Sissy Spacek         | Örök kaland                                  | Tuck Everlasting                                       | Mae Tuck                            |                           |
| 2003 (30. díjátadó) |                      | Ellen DeGeneres                              | Némó nyomában                                          | Finding Nemo                        | Dory (szinkronhang)       |
| 2003 (30. díjátadó) | Lucy Liu             | Kill Bill 1.                                 | Kill Bill: Volume 1                                    | O-Ren Ishii                         |                           |
| 2003 (30. díjátadó) | Peta Wilson          | A szövetség                                  | The League of Extraordinary Gentlemen                  | Mina Harker                         |                           |
| 2003 (30. díjátadó) | Miranda Otto         | A király visszatér                           | The Lord of the Rings: The Return of the King          | Éowyn                               |                           |
| 2003 (30. díjátadó) | Keira Knightley      | A Karib-tenger kalózai: A Fekete Gyöngy átka | Pirates of the Caribbean: The Curse of the Black Pearl | Elizabeth Swann                     |                           |
| 2003 (30. díjátadó) | Kristanna Loken      | Terminátor 3. – A gépek lázadása             | Terminator 3: Rise of the Machines                     | T-X                                 |                           |
| 2004 (31. díjátadó) |                      | Daryl Hannah                                 | Kill Bill 2.                                           | Kill Bill: Volume 2                 | Elle Driver               |
| 2004 (31. díjátadó) | Kim Basinger         | Mobil                                        | Cellular                                               | Jessica Martin                      |                           |
| 2004 (31. díjátadó) | Irma P. Hall         | Betörő az albérlőm                           | The Ladykillers                                        | Marva Munson                        |                           |
| 2004 (31. díjátadó) | Meryl Streep         | A mandzsúriai jelölt                         | The Manchurian Candidate                               | Eleanor Shaw                        |                           |
| 2004 (31. díjátadó) | Diane Kruger         | A nemzet aranya                              | National Treasure                                      | Abigail Chase                       |                           |
| 2004 (31. díjátadó) | Angelina Jolie       | Sky kapitány és a holnap világa              | Sky Captain and the World of Tomorrow                  | Francesca "Franky" Cook             |                           |
| 2005 (32. díjátadó) |                      | Summer Glau                                  | Serenity                                               | Serenity                            | River Tam                 |
| 2005 (32. díjátadó) | Katie Holmes         | Batman: Kezdődik!                            | Batman Begins                                          | Rachel Dawes                        |                           |
| 2005 (32. díjátadó) | Jennifer Carpenter   | Ördögűzés Emily Rose üdvéért                 | The Exorcism of Emily Rose                             | Emily Rose                          |                           |
| 2005 (32. díjátadó) | Michelle Monaghan    | Durr, durr és csók                           | Kiss Kiss Bang Bang                                    | Harmony Faith Lane                  |                           |
| 2005 (32. díjátadó) | Jessica Alba         | Sin City – A bűn városa                      | Sin City                                               | Nancy Callahan                      |                           |
| 2005 (32. díjátadó) | Gena Rowlands        | A titkok kulcsa                              | The Skeleton Key                                       | Violet Devereaux                    |                           |
| 2006 (33. díjátadó) |                      | Famke Janssen                                | X-Men: Az ellenállás vége                              | X-Men: The Last Stand               | Jean Grey / Sötét Főnix   |
| 2006 (33. díjátadó) | Eva Green            | Casino Royale                                | Casino Royale                                          | Vesper Lynd                         |                           |
| 2006 (33. díjátadó) | Cate Blanchett       | Egy botrány részletei                        | Notes on a Scandal                                     | Sheba Hart                          |                           |
| 2006 (33. díjátadó) | Rachel Hurd-Wood     | A parfüm: Egy gyilkos története              | Perfume: The Story of a Murderer                       | Laura Richis                        |                           |
| 2006 (33. díjátadó) | Emma Thompson        | Felforgatókönyv                              | Stranger than Fiction                                  | Karen Eiffel                        |                           |
| 2006 (33. díjátadó) | Parker Posey         | Superman visszatér                           | Superman Returns                                       | Kitty Kowalski                      |                           |
| 2007 (34. díjátadó) |                      | Marcia Gay Harden                            | A köd                                                  | The Mist                            | Mrs. Carmody              |
| 2007 (34. díjátadó) | Lena Headey          | 300                                          | 300                                                    | Gorgo királyné                      |                           |
| 2007 (34. díjátadó) | Lizzy Caplan         | Cloverfield                                  | Cloverfield                                            | Marlena Diamond                     |                           |
| 2007 (34. díjátadó) | Rose McGowan         | Grindhouse – Terrorbolygó                    | Planet Terror                                          | Cherry Darling                      |                           |
| 2007 (34. díjátadó) | Imelda Staunton      | Harry Potter és a Főnix Rendje               | Harry Potter and the Order of the Phoenix              | Dolores Umbridge                    |                           |
| 2007 (34. díjátadó) | Michelle Pfeiffer    | Csillagpor                                   | Stardust                                               | Lamia                               |                           |
| 2008 (35. díjátadó) |                      | Tilda Swinton                                | Benjamin Button különös élete                          | The Curious Case of Benjamin Button | Elizabeth Abbott          |
| 2008 (35. díjátadó) | Joan Allen           | Halálfutam                                   | Death Race                                             | Hennessey                           |                           |
| 2008 (35. díjátadó) | Charlize Theron      | Hancock                                      | Hancock                                                | Mary Embrey                         |                           |
| 2008 (35. díjátadó) | Judi Dench           | A Quantum csendje                            | Quantum of Solace                                      | M                                   |                           |
| 2008 (35. díjátadó) | Olga Kurylenko       | A Quantum csendje                            | Quantum of Solace                                      | Camille Montes                      |                           |
| 2008 (35. díjátadó) | Carice van Houten    | Valkűr                                       | Valkyrie                                               | Nina von Stauffenberg               |                           |
| 2009 (36. díjátadó) |                      | Sigourney Weaver                             | Avatar                                                 | Avatar                              | Dr. Grace Augustine       |
| 2009 (36. díjátadó) | Lorna Raver          | Pokolba taszítva                             | Drag Me to Hell                                        | Mrs. Sylvia Ganush                  |                           |
| 2009 (36. díjátadó) | Diane Kruger         | Becstelen brigantyk                          | Inglourious Basterds                                   | Bridget von Hammersmark             |                           |
| 2009 (36. díjátadó) | Rachel McAdams       | Sherlock Holmes                              | Sherlock Holmes                                        | Irene Adler                         |                           |
| 2009 (36. díjátadó) | Susan Sarandon       | Komfortos mennyország                        | The Lovely Bones                                       | Lynn nagymama                       |                           |
| 2009 (36. díjátadó) | Malin Åkerman        | Az őrzők                                     | Watchmen                                               | Laurie Jupiter / Selyem Kísértet II |                           |

### 2010-es évek
| Év                       | Színésznő            | Színésznő                                                                   | Magyar cím                                                           | Eredeti cím                      | Szerep                  |
| ------------------------ | -------------------- | --------------------------------------------------------------------------- | -------------------------------------------------------------------- | -------------------------------- | ----------------------- |
| 2010 (37. díjátadó)      |                      | Mila Kunis                                                                  | Fekete hattyú                                                        | Black Swan                       | Lily / Fekete hattyú    |
| 2010 (37. díjátadó)      | Scarlett Johansson   | Vasember 2.                                                                 | Iron Man 2                                                           | Natasha Romanoff / Fekete Özvegy |                         |
| 2010 (37. díjátadó)      | Keira Knightley      | Ne engedj el!                                                               | Never Let Me Go                                                      | Ruth C                           |                         |
| 2010 (37. díjátadó)      | Helen Mirren         | RED                                                                         | RED                                                                  | Victoria Winslow                 |                         |
| 2010 (37. díjátadó)      | Vanessa Redgrave     | Levelek Júliának                                                            | Letters to Juliet                                                    | Claire Smith-Wyman               |                         |
| 2010 (37. díjátadó)      | Jacki Weaver         | Animal Kingdom – A rettegés birodalma                                       | Animal Kingdom                                                       | Janine 'Smurf' Cody              |                         |
| 2011 (38. díjátadó)      |                      | Emily Blunt                                                                 | Sorsügynökség                                                        | The Adjustment Bureau            | Elise Sellas            |
| 2011 (38. díjátadó)      | Elena Anaya          | A bőr, amelyben élek                                                        | The Skin I Live In                                                   | Vera Cruz                        |                         |
| 2011 (38. díjátadó)      | Charlotte Gainsbourg | Melankólia                                                                  | Melancholia                                                          | Claire                           |                         |
| 2011 (38. díjátadó)      | Paula Patton         | Mission: Impossible – Fantom protokoll                                      | Mission: Impossible – Ghost Protocol                                 | Jane Carter                      |                         |
| 2011 (38. díjátadó)      | Lin Shaye            | Insidious – A testen kívüli                                                 | Insidious                                                            | Elise Rainier                    |                         |
| 2011 (38. díjátadó)      | Emma Watson          | Harry Potter és a Halál ereklyéi 2.                                         | Harry Potter and the Deathly Hallows – Part 2                        | Hermione Granger                 |                         |
| 2012 (39. díjátadó)      |                      | Anne Hathaway                                                               | A sötét lovag – Felemelkedés                                         | The Dark Knight Rises            | Selina Kyle / Macskanő  |
| 2012 (39. díjátadó)      | Judi Dench           | Skyfall                                                                     | Skyfall                                                              | M                                |                         |
| 2012 (39. díjátadó)      | Gina Gershon         | Gyilkos Joe                                                                 | Killer Joe                                                           | Sharla Smith                     |                         |
| 2012 (39. díjátadó)      | Anne Hathaway        | A nyomorultak                                                               | Les Misérables                                                       | Fantine                          |                         |
| 2012 (39. díjátadó)      | Nicole Kidman        | Az újságos fiú                                                              | The Paperboy                                                         | Charlotte Bless                  |                         |
| 2012 (39. díjátadó)      | Charlize Theron      | Hófehér és a vadász                                                         | Snow White and the Huntsman                                          | Ravenna királynő                 |                         |
| 2013 (40. díjátadó)      |                      | Scarlett Johansson                                                          | A nő                                                                 | Her                              | Samantha (szinkronhang) |
| 2013 (40. díjátadó)      | Nicole Kidman        | Vonzások                                                                    | Stoker                                                               | Evelyn Stoker                    |                         |
| 2013 (40. díjátadó)      | Melissa Leo          | Fogságban                                                                   | Prisoners                                                            | Holly Jones                      |                         |
| 2013 (40. díjátadó)      | Evangeline Lilly     | A hobbit: Smaug pusztasága                                                  | The Hobbit: The Desolation of Smaug                                  | Tauriel                          |                         |
| 2013 (40. díjátadó)      | Jena Malone          | Az éhezők viadala: Futótűz                                                  | The Hunger Games: Catching Fire                                      | Johanna Mason                    |                         |
| 2013 (40. díjátadó)      | Emily Watson         | A könyvtolvaj                                                               | The Book Thief                                                       | Rosa Hubermann                   |                         |
| 2014 (41. díjátadó)      |                      | Rene Russo                                                                  | Éjjeli féreg                                                         | Nightcrawler                     | Nina Romina             |
| 2014 (41. díjátadó)      | Jessica Chastain     | Csillagok között                                                            | Interstellar                                                         | Murphy "Murph" Cooper            |                         |
| 2014 (41. díjátadó)      | Scarlett Johansson   | Amerika Kapitány: A tél katonája                                            | Captain America: The Winter Soldier                                  | Natasha Romanoff / Fekete Özvegy |                         |
| 2014 (41. díjátadó)      | Evangeline Lilly     | A hobbit: Az öt sereg csatája                                               | The Hobbit: The Battle of the Five Armies                            | Tauriel                          |                         |
| 2014 (41. díjátadó)      | Emma Stone           | Birdman avagy (A mellőzés meglepő ereje)                                    | Birdman                                                              | Sam Thomson                      |                         |
| 2014 (41. díjátadó)      | Meryl Streep         | Vadregény                                                                   | Into the Woods                                                       | A Banya                          |                         |
| 2015 (42. díjátadó)      |                      | Jessica Chastain                                                            | Bíborhegy                                                            | Crimson Peak                     | Lady Lucille Sharpe     |
| 2015 (42. díjátadó)      | Carrie Fisher        | Star Wars VII. rész – Az ébredő Erő                                         | Star Wars: The Force Awakens                                         | Leia Organa                      |                         |
| 2015 (42. díjátadó)      | Lupita Nyong’o       | Star Wars VII. rész – Az ébredő Erő                                         | Star Wars: The Force Awakens                                         | Maz Kanata                       |                         |
| 2015 (42. díjátadó)      | Evangeline Lilly     | A Hangya                                                                    | Ant-Man                                                              | Hope van Dyne                    |                         |
| 2015 (42. díjátadó)      | Tamannaah Bhatia     | Báhubali - a kezdet                                                         | Baahubali: The Beginning                                             | Avanthika                        |                         |
| 2015 (42. díjátadó)      | Alicia Vikander      | Ex Machina                                                                  | Ex Machina                                                           | Ava                              |                         |
| 2016 (43. díjátadó)      |                      | Tilda Swinton                                                               | Doctor Strange                                                       | Doctor Strange                   | Ősmágus                 |
| 2016 (43. díjátadó)      | Betty Buckley        | Széttörve                                                                   | Split                                                                | Dr. Karen Fletcher               |                         |
| 2016 (43. díjátadó)      | Bryce Dallas Howard  | Arany                                                                       | Gold                                                                 | Kay                              |                         |
| 2016 (43. díjátadó)      | Scarlett Johansson   | Amerika Kapitány: Polgárháború                                              | Captain America: Civil War                                           | Natasha Romanoff / Fekete Özvegy |                         |
| 2016 (43. díjátadó)      | Kate McKinnon        | Szellemirtók                                                                | Ghostbusters                                                         | Dr. Jillian "Holtz" Holtzmann    |                         |
| 2016 (43. díjátadó)      | Margot Robbie        | Suicide Squad – Öngyilkos osztag                                            | Suicide Squad                                                        | Harleen Quinzel / Harley Quinn   |                         |
| 2017 (44. díjátadó)      |                      | Danai Gurira                                                                | Fekete Párduc                                                        | Black Panther                    | Okoye                   |
| 2017 (44. díjátadó)      | Ana de Armas         | Szárnyas fejvadász 2049                                                     | Blade Runner 2049                                                    | Joi                              |                         |
| 2017 (44. díjátadó)      | Carrie Fisher †      | Star Wars VIII. rész – Az utolsó jedik                                      | Star Wars: The Last Jedi                                             | Leia Organa                      |                         |
| 2017 (44. díjátadó)      | Kelly Marie Tran     | Star Wars VIII. rész – Az utolsó jedik                                      | Star Wars: The Last Jedi                                             | Rose Tico                        |                         |
| 2017 (44. díjátadó)      | Lois Smith           |                                                                             | Marjorie Prime                                                       | Marjorie                         |                         |
| 2017 (44. díjátadó)      | Octavia Spencer      | A víz érintése                                                              | The Shape of Water                                                   | Zelda Delilah Fuller             |                         |
| 2017 (44. díjátadó)      | Tessa Thompson       | Thor: Ragnarök                                                              | Thor: Ragnarok                                                       | Valkűr                           |                         |
| 2018/2019 (45. díjátadó) |                      | Zendaya                                                                     | Pókember: Idegenben                                                  | Spider-Man: Far from Home        | MJ                      |
| 2018/2019 (45. díjátadó) | Cynthia Erivo        | Húzós éjszaka az El Royale-ban                                              | Bad Times at the El Royale                                           | Darlene Sweet                    |                         |
| 2018/2019 (45. díjátadó) | Scarlett Johansson   | Bosszúállók: Végjáték                                                       | Avengers: Endgame                                                    | Natasha Romanoff / Fekete Özvegy |                         |
| 2018/2019 (45. díjátadó) | Karen Gillan         | Bosszúállók: Végjáték                                                       | Avengers: Endgame                                                    | Nebula                           |                         |
| 2018/2019 (45. díjátadó) | Amber Heard          | Aquaman                                                                     | Aquaman                                                              | Mera                             |                         |
| 2018/2019 (45. díjátadó) | Naomi Scott          | Aladdin                                                                     | Aladdin                                                              | Jázmin hercegnő                  |                         |
| 2018/2019 (45. díjátadó) | Hailee Steinfeld     | ŰrDongó                                                                     | Bumblebee                                                            | Charlie Watson                   |                         |
| 2019/2020 (46. díjátadó) |                      | Ana de Armas                                                                | Tőrbe ejtve                                                          | Knives Out                       | Marta Cabrera           |
| 2019/2020 (46. díjátadó) | Zazie Beetz          | Joker                                                                       | Joker                                                                | Sophie Dumond                    |                         |
| 2019/2020 (46. díjátadó) | Ellen Burstyn        | Lucy az égben                                                               | Lucy in the Sky                                                      | Nana Holbrook                    |                         |
| 2019/2020 (46. díjátadó) | Jamie Lee Curtis     | Tőrbe ejtve                                                                 | Knives Out                                                           | Linda Drysdale                   |                         |
| 2019/2020 (46. díjátadó) | Linda Hamilton       | Terminátor: Sötét végzet                                                    | Terminator: Dark Fate                                                | Sarah Connor                     |                         |
| 2019/2020 (46. díjátadó) | Amanda Seyfried      | Mank                                                                        | Mank                                                                 | Marion Davies                    |                         |
| 2019/2020 (46. díjátadó) | Jurnee Smollett      | Ragadozó madarak (és egy bizonyos Harley Quinn csodasztikus felszabadulása) | Birds of Prey (and the Fantabulous Emancipation of One Harley Quinn) | Dinah Lance / Fekete Kanári      |                         |

### 2020-as évek
| Év                       | Színésznő            | Színésznő                               | Magyar cím                            | Eredeti cím                               | Szerep            |
| ------------------------ | -------------------- | --------------------------------------- | ------------------------------------- | ----------------------------------------- | ----------------- |
| 2021/2022 (50. díjátadó) |                      | Awkwafina                               | Shang-Chi és a tíz gyűrű legendája    | Shang-Chi and the Legend of the Ten Rings | Katy Chen         |
| 2021/2022 (50. díjátadó) | Jodie Comer          | Free Guy                                | Free Guy                              | Millie Rusk                               |                   |
| 2021/2022 (50. díjátadó) | Carrie Coon          | Szellemirtók – Az örökség               | Ghostbusters: Afterlife               | Callie Spengler                           |                   |
| 2021/2022 (50. díjátadó) | Viola Davis          | The Suicide Squad – Az öngyilkos osztag | The Suicide Squad                     | Amanda Waller                             |                   |
| 2021/2022 (50. díjátadó) | Stephanie Hsu        | Minden, mindenhol, mindenkor            | Everything Everywhere All at Once     | Joy Wang / Jobu Tupaki                    |                   |
| 2021/2022 (50. díjátadó) | Diana Rigg           | Utolsó éjszaka a Sohóban                | Last Night in Soho                    | Mrs. Collins                              |                   |
| 2021/2022 (50. díjátadó) | Marisa Tomei         | Pókember: Nincs hazaút                  | Spider-Man: No Way Home               | May Parker                                |                   |
| 2022/2023 (51. díjátadó) |                      | Emily Blunt                             | Oppenheimer                           | Oppenheimer                               | Kitty Oppenheimer |
| 2022/2023 (51. díjátadó) | Angela Bassett       | Fekete Párduc 2.                        | Black Panther: Wakanda Forever        | Ramonda királyné                          |                   |
| 2022/2023 (51. díjátadó) | Jane Curtin          | Jules                                   | Jules                                 | Joyce                                     |                   |
| 2022/2023 (51. díjátadó) | Melissa McCarthy     | A kis hableány                          | The Little Mermaid                    | Ursula                                    |                   |
| 2022/2023 (51. díjátadó) | Phoebe Waller-Bridge | Indiana Jones és a sors tárcsája        | Indiana Jones and the Dial of Destiny | Helena Shaw                               |                   |
| 2022/2023 (51. díjátadó) | Sophie Wilde         | Beszélj hozzám!                         | Talk to Me                            | Mia                                       |                   |
| 2023/2024 (52. díjátadó) |                      | Rebecca Ferguson                        | Dűne: Második rész                    | Dune: Part Two                            | Lady Jessica      |
| 2023/2024 (52. díjátadó) | Emma Corrin          | Deadpool & Rozsomák                     | Deadpool & Wolverine                  | Cassandra Nova                            |                   |
| 2023/2024 (52. díjátadó) | Barbara Hershey      |                                         | Strange Darling                       | Genevieve                                 |                   |
| 2023/2024 (52. díjátadó) | Juliette Lewis       |                                         | The Thicket                           | Cut Throat Bill                           |                   |
| 2023/2024 (52. díjátadó) | Margaret Qualley     | A szer                                  | The Substance                         | Sue                                       |                   |
| 2023/2024 (52. díjátadó) | Cailee Spaeny        | Alien: Romulus                          | Alien: Romulus                        | Marie "Rain" Carradine                    |                   |
| 2023/2024 (52. díjátadó) | Zendaya              | Dűne: Második rész                      | Dune: Part Two                        | Chani                                     |                   |

## Rekordok

### Többszörös győzelmek
2 győzelem
- Emily Blunt
- Anne Ramsey
- Tilda Swinton

### Többszörös jelölések
| 5 jelölés - Scarlett Johansson 3 jelölés - Joan Allen - Grace Jones - Evangeline Lilly - Rene Russo - Frances Sternhagen - Charlize Theron | 2 jelölés - Kirstie Alley - Ana de Armas - Kim Basinger - Halle Berry - Emily Blunt - Veronica Cartwright - Jessica Chastain - Joan Cusack | - Judi Dench - Cameron Diaz - Carrie Fisher - Whoopi Goldberg - Anne Hathaway - Nicole Kidman - Keira Knightley - Diane Kruger - Juliette Lewis - Lucy Liu | - Helen Mirren - Anne Ramsey - Zelda Rubinstein - Maggie Smith - Sissy Spacek - Meryl Streep - Tilda Swinton - Emily Watson - Robin Wright - Zendaya |

## Fordítás
- Ez a szócikk részben vagy egészben  a   Saturn Award for Best Supporting Actress című angol Wikipédia-szócikk fordításán alapul.  Az eredeti cikk szerkesztőit annak laptörténete sorolja fel. Ez a jelzés csupán a megfogalmazás eredetét és a szerzői jogokat jelzi, nem szolgál a cikkben szereplő információk forrásmegjelöléseként.